# Flagge Papua-Neuguineas
Die Flagge Papua-Neuguineas ist offiziell seit dem 1. Juli 1971 in Gebrauch, also schon vor der Unabhängigkeit des Landes 1975.

## Beschreibung und Bedeutung

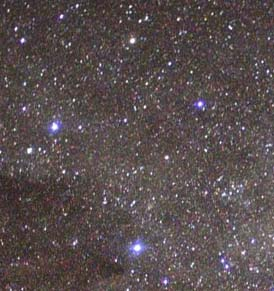
Das Sternbild Kreuz des Südens

Die Nationalflagge umfasst Teile der alten Wappen beider ehemaliger Kolonien, aus denen Papua-Neuguinea entstanden ist – Deutsch-Neuguinea (Flaggen in den Kolonien des Deutschen Kaiserreichs) und dem australischen Papua.
Durch eine Diagonale geteilt, hat die Flagge im oberen rechten Dreieck auf rotem Feld den Wappenvogel der deutschen Kolonie, einen Paradiesvogel – zu Ehren eines Erforschers der Insel, des deutschen Ornithologen Otto Finsch, der auch bei der deutschen Inbesitznahme half.
Das linke untere Feld der Flagge zeigt auf schwarzem Grund das Sternbild Kreuz des Südens, so wie es auch auf der Flagge Australiens abgebildet ist.

## Geschichte

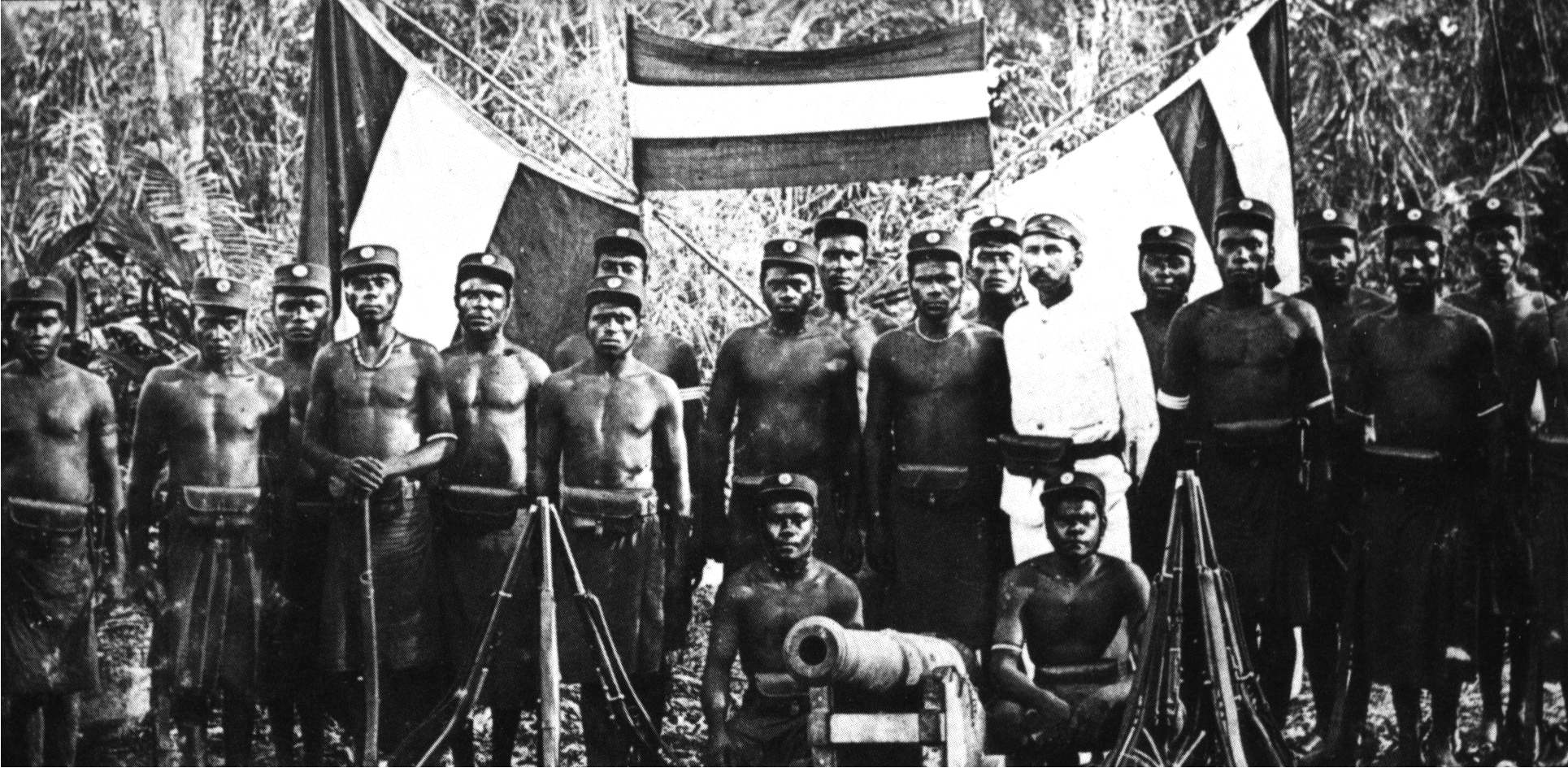
Polizei in Deutsch-Neuguinea um 1885

In der deutschen Kolonie Deutsch-Neuguinea, die den heutigen Norden von Papua-Neuguinea bildet, wurde die Trikolore des Deutschen Reiches verwendet. 1914 gab es Pläne für eine eigene Flagge der deutschen Kolonie. Sie wurden aber aufgrund des Ersten Weltkrieges nie eingeführt. Die Flagge der ab 1884 aktiven Deutsch Neuguinea-Compagnie zeigte auf weißem Feld in der linken Oberecke die Reichsfarben, während am fliegenden Ende der Flagge ein schwarzer, heraldischer Löwe eine rote Bourbonenlilie in den Fängen hält. Von der Bevölkerung wurde diese Lilie aber als blutiger Knochen missverstanden.
Mit dem Verlust der Kolonie an Australien wurde die Flagge Australiens das gültige Symbol in der Kolonie.

Neuguinea
Deutsch-Neuguinea Compagnie, 1884–1914
Deutsches Reich in Neuguinea, 1899–1914
Flaggenentwurf für Deutsch-Neuguinea, 1914
Australisches Territory of New Guinea, 1914–1949

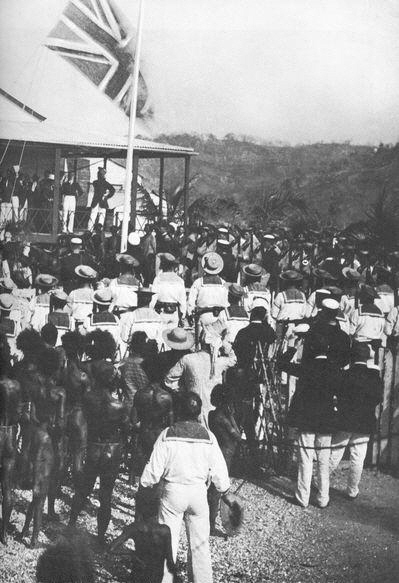
Die britische Flagge wurde 1883 bei der Annexion des südöstlichen Teils von Neuguinea gehisst

Der Südosten Neuguineas wurde 1883 als Britisch-Neuguinea Kolonie. Die Kolonialflagge entsprach dem üblichen Design: eine Blue Ensign mit einer weißen Scheibe, auf der eine Krone und für die Kolonie die Buchstaben B.N.G. ruhten. 1901 wurde das Territorium Australien untergeordnet. Die Flagge wurde eventuell bis 1906 verwendet, bis das Gebiet in das Territorium Papua umbenannt wurde. Nun stand auf der Flagge Papua.

Papua
Britisch-Neuguinea, 1884–1901 (eventuell bis 1906)
Australisches Territorium Papua, 1906–1949
Gouverneur von Papua, 1906–1949

Die beiden Gebiete wurden 1949 zu Papua-Neuguinea vereinigt, allerdings immer noch unter australischer Verwaltung. Verwendet wurde nun in beiden Gebieten die Flagge Australiens.
Die erste eigene Flagge für Papua und Neuguinea war eine so genannte Sportflagge, die seit dem Jahr 1962 verwendet wurde und bei Wettkämpfen in Ozeanien Verwendung fand. Nationalflagge war zu diesem Zeitpunkt noch die Flagge Australiens. Die Sportflagge zeigte im hellgrünen Tuch einen zum Liek hin versetzten weißen Paradiesvogel.
Ab dem Jahr 1964 wurde dann in der Öffentlichkeit die Einführung einer eigenen Nationalflagge diskutiert. Eine extra dafür eingesetzte Kommission befürwortete eine blau-gelb-grün vertikal gestreifte Trikolore mit einem weißen Kreuz des Südens im vorderen und einem weißen Paradiesvogel im hinteren Streifen. Das Komitee reiste mit den Entwurfsvorschlägen im Lande herum, stieß jedoch auf wenig Interesse für einen Flaggenentwurf.

Papua-Neuguinea
Australisches Territory of Papua and New Guinea, 1949–1965
Australisches Trust Territory of Papua and New Guinea, 1965–1970
Australian Trust Territory of Papua and New Guinea, 1970–1971

Nach heftigen Debatten im Parlament wurde am 4. März 1971 der Wettbewerbsentwurf von Susan Karike Huhume, der Schülerin einer katholischen Missionshochschule, angenommen und am 1. Juli 1971 offiziell eingeführt. Susan Hareho Karike hatte die Farben Rot und Schwarz ausgewählt, weil sie in der einheimischen Kunst eine wichtige Rolle spielen.

## Weitere Flaggen Papua-Neuguineas

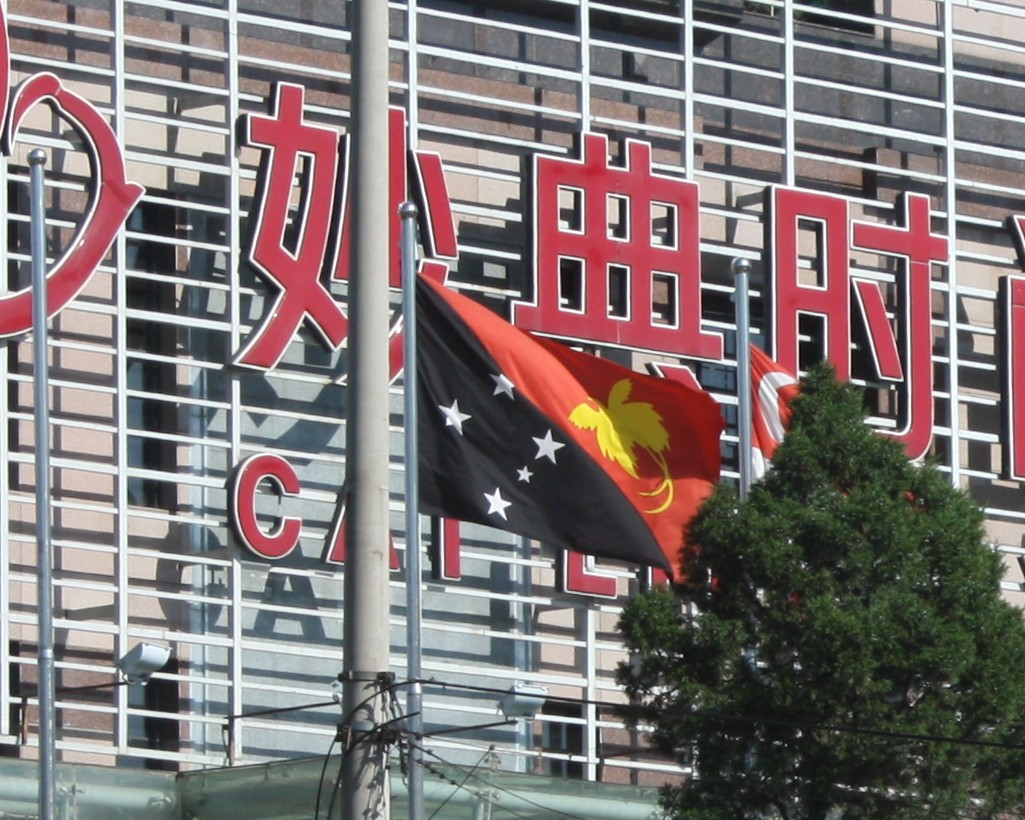
Flagge Papua-Neuguineas in Peking

Seekriegsflagge Papua-Neuguineas